# 刘威 (十国)
刘威（857年—914年），唐朝末年及五代十国初年吴国武将，效力军阀淮南节度使、吴王杨行密势力。

## 生平

### 辅佐杨行密
刘威是庐州慎县人。年轻时为小吏，豪爽有志节。与田頵、陶雅都是随军阀庐州刺史杨行密奔走的旧将。杨行密起兵，刘威效力他为牙将；杨行密平定秦彦、毕师铎，刘威有功，被杨行密表领窦州刺史。大顺元年（890年）二月，与马步军都虞候田頵、安仁义败军阀孙儒别将刘建锋于武进。后来孙儒所部兵越聚越多，刘威与田頵屡为所败。二年（891年）四月，杨行密遣刘威、朱延寿率兵三万击孙儒于黄池，刘威等大败。景福元年（892年）正月，杨行密说打算退归铜官，当时刘威正被下狱要被处死，杨行密召他问计谋，刘威说：“今众寡势殊，殆难与争。但孙儒焚毁房屋、营垒，倍道绝后路而来，如果粮食不继，从何处供馈？公应该不与战，坚壁以御之，坐待其灭。”杨行密以为然。孙儒果然败亡，在闹市被处斩时对刘威说：“中了君的谋划。听闻公用此策打败了我，如果我有如公一样的将领，可能败吗！”
乾宁初年，杨行密表授刘威庐州刺史，又迁观察使。杨行密获准承制封拜后，迁刘威淮南节度副使、行军司马、东西行营副都统。未几，加使相。四郊多营垒，本州萧索，刘威内抚百姓，外御寇兵，庐州得安。
杨行密病重，问判官周隐以后事，要他召回时任宣州观察使的长子杨渥，周隐请求传位刘威：“宣州司徒轻易信谗，喜击球饮酒，非保家之主。您的其余儿子都年幼，未能驾驭诸将。庐州刺史刘威，随吴王（杨行密封号）您起于细微，必不负您，不如让他暂领军府，等诸子年长再授之。”杨行密不应。左右牙指挥使徐温、张颢对杨行密说：“吴王您平生出万死，冒矢石，为子孙立基业，怎可使他人有之！”最终杨行密听从徐温、张颢的建议，让杨渥继任。

### 辅佐杨渥
天祐三年（906年），刘威得授镇南军节度使。四年（907年）五月，杨渥以鄂岳观察使刘存为西南面都招讨使，岳州刺史陈知新为岳州团练使，刘威为应援使，别将许玄应为监军，率水军三万攻楚国，被楚国在城都指挥使秦彦晖等所败，刘存、陈知新被俘，刘威率余众逃归。

### 辅佐杨渭
天祐五年（908年）五月，张颢、徐温杀杨渥，张颢想夺取淮南军权，但众将不响应。幕僚严可求上前说刘威、歙州观察使陶雅、宣州观察使李遇、常州刺史李简都是和先王一等的人，张颢如果自立，他们都不肯在张颢之下，不如立幼主而辅佐之。于是杨渥的二弟杨渭继位。张颢不久为徐温所杀。
天祐六年（909年）六月，割据抚州的危全讽率虔、吉、抚、信四州之众十余万，将复故镇南军节度使钟传旧地。时镇南军州兵不多只有一千人，士庶大骇，只有刘威傲然，每天放纵酣饮，神情自若，旁若无人，以为疑兵之计。危全讽闻讯，屯象牙潭，不敢轻进，向楚国请求援兵，楚国派军围攻高安。后来周本奉命救援，刘威欲犒军，周本不肯留，说：“贼众十倍于我，我军闻之必惧，不若乘其锐而用之。”周本破危全讽，危全讽治下四州初平，杨渭令刘威巡视四境，抚谕而还。镇南军治所洪州得以保全，是刘威之功。
天祐八年（911年），洪州的越王山下昭【阙一字】观前出现一块石头，长七八尺、围三丈余，刘威命抬入观中，七日内渐缩小到数尺状，后又长尺许，最后只有七寸，识者以为活石。
刘威、陶雅、徐温等随杨行密起事者并称三十六英雄；刘威、陶雅、李遇、李简都是杨行密时期有功的大将，对徐温以牙将秉政不平。先前刘威得知周隐推荐自己接任淮南，并非无意，因此为帅府所忌；镇守镇南军后又多有专刑，有人对徐温诋毁他，徐温败杀李遇后，就请求讨伐刘威。刘威闻之，沮丧，计无所出。幕客黄讷对他说：“公虽然被深切诽谤，却无谋反之状，能挺身入觐，必解前疑。”刘威认同了他的意见。于是遣黄讷为先容。当时陶雅得知李遇被灭，也害怕。天祐九年（912年）七月，陶雅与刘威同去淮南军部广陵，九月到，徐温待之甚恭，如侍奉杨行密之礼，优加官爵，陶雅等悦服，从此人们都看重徐温。徐温与刘威、陶雅率将吏请于唐朝所派的江、淮宣谕使李俨，承制加杨渭太师、吴王，以徐温领镇海节度使、同平章事，淮南行军司马如故。徐温令刘威、陶雅回镇。
天祐十一年（914年），刘威卒于镇。
刘威先前由庐州移镇江西，刚卸任，庐州就发生大火，往往有持火夜行的人，有人射死他们，发现都是棺材板的腐木及破扫帚。数月后张崇被除授（拜官授职）为刺史，火灾才停止。

## 家庭
刘威子刘崇景官至袁州刺史，叛附于楚，兵败后弃袁州遁去。

## 影响
后来杨渭病危，徐温说杨行密临终欲传位刘威、唯有自己力争、杨行密垂泣托以后事，不可忘，拥立杨渭弟杨溥监国。

## 评价
- 《十国春秋》论曰：刘威静以待动……视古名将何让焉！[6]